# 鼻隠

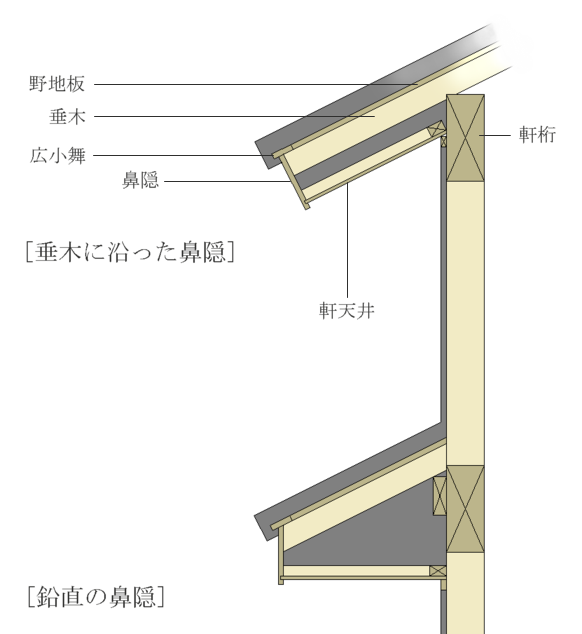
鼻隠と軒の断面

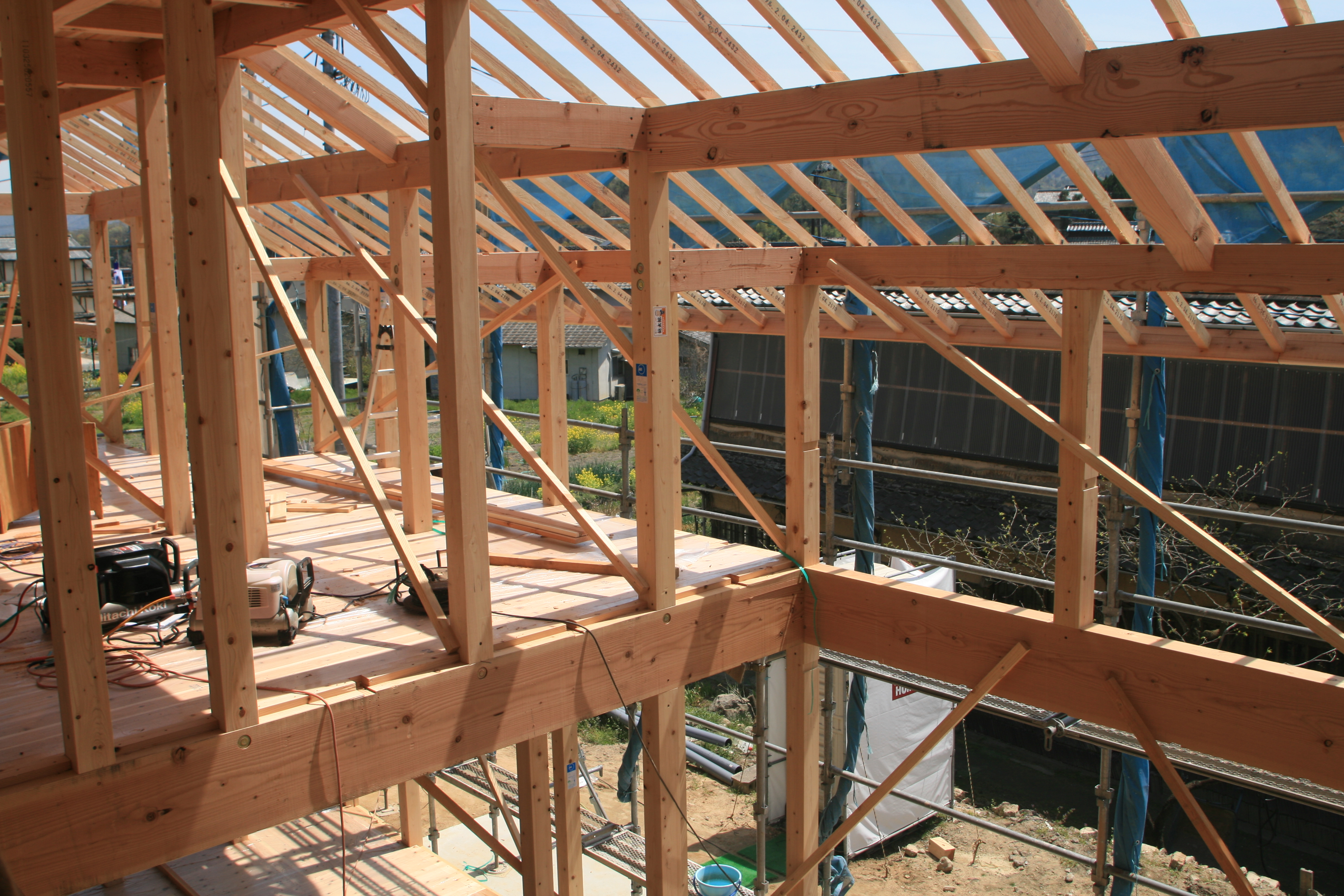
垂木・鼻隠や軒桁などが確認できる

鼻隠（はなかくし）とは、軒先に取り付けられる横板。垂木（たるき：屋根板又は屋根下地を支えるために母屋から軒にかけられる材）の先端部（鼻）を隠すために取り付けられる。鼻隠（し）板・鼻搦め・風返しなどともいう。鼻隠は木製のものが多いが、金属製・プラスティック製などもある。モルタルや漆喰で塗籠めたり、板金などを張る場合もある。